# 4985 Fitzsimmons
4985 Fitzsimmons este un asteroid din centura principală, descoperit pe 23 august 1979 de Claes Lagerkvist.